# Wybory parlamentarne w Austrii w 1945 roku
Wybory parlamentarne w Austrii odbyły się 25 listopada 1945. Frekwencja wyborcza wyniosła 94.3%.
W wyniku wyborów Austriacka Partia Ludowa zdobyła samodzielną większość w Radzie Narodowej. Mimo tego, lider ÖVP Leopold Figl utworzył „wielką koalicję” z  Socjaldemokratyczną Partią Austrii i Komunistyczną Partią Austrii.

## Wyniki wyborów
|  | Lista                               | Liczba głosów | %    | Mandaty |
|  | ----------------------------------- | ------------- | ---- | ------- |
|  | Austriacka Partia Ludowa (ÖVP)      | 1 602 227     | 49,8 | 85      |
|  | Socjalistyczna Partia Austrii (SPÖ) | 1 434 898     | 44,6 | 76      |
|  | Komunistyczna Partia Austrii (KPÖ)  | 174 257       | 5,4  | 4       |
|  | inni                                | 5 972         | 0,2  | 0       |
|  | Razem                               | 3 217 354     | 100  | 165     |

### Wyniki wyborów w Krajach związkowych
| Kraje związkowe wyniki w % | ÖVP  | SPÖ  | KPÖ | Inni | Frekwencja |
| -------------------------- | ---- | ---- | --- | ---- | ---------- |
| Burgenland                 | 51,9 | 44,9 | 3,3 | -    | 96,2       |
| Karyntia                   | 39,8 | 48,9 | 8,1 | 3,3  | 89,2       |
| Dolna Austria              | 54,5 | 40,4 | 5,1 | -    | 96,7       |
| Górna Austria              | 59,0 | 38,4 | 2,6 | -    | 91,8       |
| Salzburg                   | 56,7 | 39,5 | 3,8 | -    | 90,0       |
| Styria                     | 52,9 | 41,7 | 5,4 | -    | 94,0       |
| Tyrol                      | 71,2 | 26,6 | 2,2 | -    | 88,0       |
| Vorarlberg                 | 70,0 | 27,5 | 2,4 | 0,1  | 92,0       |
| Wiedeń                     | 34,9 | 57,1 | 7,9 | 0,1  | 96,9       |